# Apparato escretore degli insetti
L'apparato escretore negli Insetti, deputato all'eliminazione delle sostanze di rifiuto (cataboliti), si compone di due sistemi, uno localizzato, l'altro diffuso. Il primo si identifica in organi localizzati, i tubi malpighiani, presenti in quasi tutti gli Insetti, il secondo si identifica con un insieme di strutture unicellulari o pluricellulari presenti in diverse parti del corpo. Altri organi, pur non facendo parte dell'apparato escretore vero e proprio, svolgono anche una funzione escretoria coadiuvante: si tratta del tessuto adiposo, comprendente elementi cellulari che accumulano al loro interno cataboliti e derivati dell'acido urico, del tegumento e dell'intestino. 

## Tubi malpighiani
I tubi malpighiani sono organi assimilabili ai reni dei Vertebrati e localizzati nella cavità addominale. Sono presenti nella generalità degli Insetti, ma in alcuni gruppi sistematici sono del tutto assenti (es. Afidi). 
Si presentano, in generale, come tubuli sottili a fondo cieco, confluenti nel proctodeo subito dopo la valvola pilorica. Il loro numero è estremamente variabile. A tal proposito gli Insetti si distinguono in due categorie: 
- Specie polinefriche. Sono provviste di un numero elevato di tubi malpighiani, dell'ordine di decine, in qualche caso anche superiore a 200[1].
- Specie oligonefriche. Sono provviste di un numero limitato di tubi malpighiani, dell'ordine di poche unità.

In genere l'intero corpo dei tubi malpighiani fluttua nell'emocele, agendo come organi filtranti. In alcuni insetti, in generale xilofaghe e facenti parte degli ordini dei Coleotteri o, limitatamente allo stadio di larva, dei Lepidotteri, hanno i tubi malpighiani aderenti al proctodeo per mezzo di una membrana comune che avvolge l'intera struttura. Queste specie sono dette criptonefriche. La funzione dei tubi malpighiani nelle specie criptonefriche è il riassorbimento dell'acqua dal contenuto del proctodeo prima dell'emissione delle feci.
La funzione principale dei tubi malpighiani è quella di filtrare (per secrezione) l'emolinfa, i prodotti del metabolismo proteico (ammoniaca, urea, acido urico) e regolare gli equilibri salini. Nelle specie criptonefriche, tipicamente a regime dietetico xilofago, i tubi malpighiani assolvono alla funzione di riassorbimento dell'acqua dalle feci. Oltre all'escrezione, i tubi malpighiani possono assolvere anche ad altre funzioni secondarie. In questi casi possono ospitare microrganismi simbionti, secernere seta, ecc.
Istologicamente un tubo malpighiano è costituito da un epitelio semplice. Le cellule dell'epitelio hanno la parte terminale, rivolta verso il lume interno, disseminata di microvilli. L'epitelio poggia su una tunica peritoneale percorsa da tracheole. Nella maggior parte degli Insetti, la tunica peritoneale è provvista anche di una muscolatura, la cui funzione è quella di mescolare il contenuto del lume del tubo malpighiano e aumentare il contatto del tubulo con l'emolinfa. Questa muscolatura manca nei Tisanuri, nei Dermatteri e nei Tisanotteri.

## Altri organi escretori
I nefrociti sono reni rudimentali costituiti da gruppi sparsi di cellule, a volte isolate, associati allo stomodeo e alle ghiandole salivari e, soprattutto, al vaso dorsale (nefrociti pericardiali). La loro funzione è quella di regolare il pH dell'emolinfa, neutralizzando le basi e di agire come organi escretori intermedi, trasformando i cataboliti in una forme che saranno poi eliminate attraverso i tubi malpighiani.
La funzione di escrezione è inoltre attribuita anche ad altri organi o tessuti in grado di accumulare sostanze di scarto sottraendole all'organismo. Fra questi rientrano le cellule dell'epidermide dell'esoscheletro e alcuni elementi cellulari del tessuto adiposo.